# Ветлицкая, Наталья Игоревна
Ната́лья И́горевна Ветли́цкая (род. 17 августа 1964, Москва) — советская и российская певица, танцовщица и актриса. Её сценическая карьера началась в 1980-х годах в качестве танцовщицы и бэк-вокалистки в группах «Рондо», «Класс», «Идея фикс» и «Мираж». С 1990 года певица стала выступать сольно, добившись популярности благодаря хиту 1991 года «Посмотри в глаза». В дискографии Ветлицкой семь студийных сольных альбомов. Является лауреатом фестиваля «Песня года» и премии «Звуковая дорожка».

## Биография
Родилась 17 августа 1964 года в Москве. Отец — Игорь Арсеньевич Ветлицкий (10 июня 1935 — 2 мая 2012) — физик-ядерщик, проработал 54 года в Институте теоретической и экспериментальной физики, мать — Евгения Ивановна Ветлицкая (род. 15 сентября 1939) — преподаватель фортепиано. У Натальи Ветлицкой два брата.
С детства занималась бальными танцами, принимала участие в разных конкурсах, а также окончила музыкальную школу по классу фортепиано. В 1981 году она окончила среднюю школу № 856 в Москве. В том же году начала вести занятия в школе бальных танцев, и некоторое время работала хореографом в группе «Рецитал» у Аллы Пугачёвой.

### Начало карьеры
Творческую карьеру Ветлицкая начала в середине 1980-х. В 1983 году она приняла участие в записи песен к фильму «Мэри Поппинс, до свидания», а год спустя снялась в небольшой роли в фильме «Выше Радуги» в эпизоде с кошкой. С 1985 по 1986 год Ветлицкая вместе со своим первым мужем Павлом Смеяном работала в Государственном эстрадном оркестре РСФСР под управлением Максима Дунаевского. В 1985 году певица вместе с мужем приняла участие в записи песни к фильму-катастрофе «Поезд вне расписания», в титрах которого она была указана как Наталья Смеян.
В 1986 году Ветлицкая стала танцовщицей и бэк-вокалисткой в группе «Идея фикс», а затем перешла в группу «Рондо» в качестве хореографа, танцовщицы и бэк-вокалистки, записав в составе группы сольно четыре композиции для магнитоальбома «Рондо-86». В 1987 году певица, наряду с другими популярными артистами, приняла участие в съемках видео на песню «Замыкая круг», которую показали в новогоднем телевизионном эфире.
Во время работы в группе «Рондо» её заметил директор группы «Мираж» и предложил заменить ушедшую в 1988 году Наталию Гулькину. В составе «Миража» Ветлицкая участвовала в гастрольной деятельности коллектива, объехав с концертами многие города СССР. В конце 1988 года она покинула «Мираж», став танцовщицей и бэк-вокалисткой электропоп-группы «Класс», в составе которой были Игорь Матвиенко, Андрей Зуев, Олег Кацура, Олег Курохтин, Алексей Горский и Валерий Жаров.

### Сольное творчество
После распада группы в 1990 году Ветлицкая при сотрудничестве Андрея Зуева начала сольную карьеру, записав в том же году танцевальную поп-композицию «Посмотри в глаза». Сопродюсером песни выступил Игорь Матвиенко, который спродюсировал припев. Он отмечал, что при создании композиции музыканты ориентировались на западные аналоги. В декабре 2011 года, журнал «Афиша» включил композицию в свой редакционный список «Самых ярких и запомнившихся русских поп-хитов за последние 20 лет». Отмечая, что Ветлицкая — воплощение всего того, за что можно любить российскую поп-музыку, в издании писали: «С ней как-то все совпало… Голос, всегда певший с какой-то трудноуловимой самоиронией. Тонкие и звонкие песни, в которых эротизм парадоксальным образом сочетался с непорочностью». В 2011 году журнал Time Out включил «Посмотри в глаза» в свой редакционный список «100 песен, изменивших нашу жизнь». Говоря о Ветлицкой, как о «поп-гордости нации», в издании писали: «Нельзя, конечно, утверждать, что Наталья Ветлицкая — первая постсоветская поп-дива — затмила тогда популярность Пугачевой, однако в конце 1992 года её песню „Посмотри в глаза“ не знал разве что глухой. И любить попсу было совсем не стыдно!».
В 1991 году на песню был снят первый музыкальный клип Ветлицкой, режиссёрами которого выступили Фёдор Бондарчук и Тигран Кеосаян. В октябре 1992 года клип получил главный приз на московском фестивале кино-видеоклипов «Generation-92». В 2018 году клип попал в рейтинг издания «Meduza» «30 величайших клипов в истории музыки».
В 1992—1996 годах певица выпустила три альбома — «Посмотри в глаза», «Плейбой», «Раба любви», песни из которых находились в ротации многих радиостанций. В 1997 году Ветлицкая исполнила одну из главных ролей в музыкальном фильме «Новейшие приключения Буратино». Она также записала для фильма две музыкальных композиции — «Спи, Карабас» и «Тадж-Махал» в дуэте с Сергеем Мазаевым, игравшим в фильме кота Базилио. В 1998 году певица записала дуэтом с Максимом Покровским, лидер группы Ногу свело!, песню «Реки».
В 2003 году вышел музыкальный фильм Максима Паперника «Снежная королева», где Ветлицкая сыграла роль Принцессы и спела песню «Фонари» дуэтом с Вадимом Азархом. В том же году певица в последний раз выступила на фестивале «Песня года», исполнив песню «Пламя страсти». В 2006 году Ветлицкая выступила в концертном зале «Дзинтари» в Юрмале в рамках культурной программы конкурса «Новая волна».
В 2010-х годах она почти не выступала и не записывала новых песен. В 2013 году Ветлицкая переехала в Испанию, где поселилась в городе Дения и работала дизайнером интерьеров.
В 2019 году Ветлицкая сообщила о возвращении на сцену. Был заключён контракт с российской музыкальной корпорацией PMI, которая должна была заняться организацией её концертов. Подготовка к концертной программе началась в декабре того же года. Первое после долгого перерыва публичное выступление в России состоялось 31 января 2020 года на концерте, посвящённом 50-летию Дмитрия Маликова с песней «Душа», которую для неё написал юбиляр. Они вместе спели песню «Какая странная судьба». В 2020 году должен был пройти концертный тур певицы, но из-за пандемии коронавируса он был перенесён на 2021 год, а затем отменён.
В августе 2022 года певица выпустила мини-альбом «Mama Loca», который включает шесть композиций на итальянском, французском и английском языках.

## Личная жизнь
В 17 летнем возрасте Наталья Ветлицкая познакомилась с певцом и музыкантом Павлом Смеяном, за которого вскоре вышла замуж. Вместе с ним она работала в государственном эстрадном оркестре РСФСР под управлением Максима Дунаевского. Спустя три года супруги развелись, причиной чего, по словам Ветлицкой, стало домашнее насилие.
В 1988 году на гастролях в Евпатории Ветлицкая познакомилась с певцом Дмитрием Маликовым, в незарегистрированном браке с которым она прожила последующие три года. После расставания Маликов выпустил посвященную певице композицию «Прощай, моя блондинка». С 1 по 10 января 1989 года Ветлицкая была замужем за певцом Евгением Белоусовым. Позже певица назвала этот брак авантюрой, которая была затеяна исключительно ради пиара. Третьим супругом певицы был манекенщик Кирилл Кирин, брак с которым оказался недолгим. У Ветлицкой также были отношения с радиоведущим Павлом Ващекиным, певцом Владом Сташевским, бизнесменами Сулейманом Керимовым и Михаилом Топаловым, режиссёром Тиграном Кеосаяном, который снял вместе с Фёдором Бондарчуком ей клип на песню «Посмотри в глаза». В начале 2000-х певица вышла замуж за инструктора по йоге Алексея, от которого 27 августа 2004 года родила в Ницце дочь Ульяну.
С 1998 года Ветлицкая практикует йогу и медитацию. С 1999 года она регулярно оказывает материальную помощь детям психоневрологической больницы № 4, расположенной в селе Никольском Рузского района Московской области. Ветлицкая также пишет музыку, сочиняет стихи, занимается живописью и дизайном.

## Гражданская позиция
В августе 2011 года Ветлицкая опубликовала в своём блоге «сказку», в которой, предположительно, описан закрытый концерт зимой 2008 года для членов правительства на удалённой и «секретной» резиденции (предположительно, события происходят в президентской резиденции «Долгие Бороды» на Валдае). Статья критически описывает организацию концерта, в целом и, в частности, поведение директора Кремлёвского дворца Петра Шаболтая. Также в статье иронично описывается награждение Владимиром Путиным певца Филиппа Киркорова званием «Народный артист». Статья вызвала резонанс в прессе и через некоторое время была удалена из блога певицы. После настоятельных просьб поклонников певица вернула публикацию на своей странице в социальной сети Facebook.
В декабре 2011 года Ветлицкая опубликовала в блоге саркастичную статью под заголовком «Сказка про алчную Мариванну», в которой угадывается Тина Канделаки в момент аварии в Ницце в автомобиле Сулеймана Керимова.
В 2012 году, после смерти от инфаркта своего отца, физика-ядерщика Игоря Арсеньевича Ветлицкого (1935—2012), проработавшего 54 года в ИТЭФ (в апреле 2012 года отец получил уведомление о снижении зарплаты с 4400 до 2882 рублей, а в мае умер от инфаркта), Ветлицкая обвинила главу «Росатома» Сергея Кириенко и директора ИТЭФ Юрия Козлова в травле отца, финансовых махинациях и умышленном развале атомной отрасли.
В октябре 2015 года в статье на сайте «Эхо России» Ветлицкая выступила с резкой критикой духовной, информационной и политической атмосферы в России.
В октябре 2022 года руководитель Федерального проекта по безопасности и борьбе с коррупцией Виталий Бородин обратился в контролирующие органы с просьбой проверить Наталью Ветлицкую на наличие иностранного финансирования. В своём обращении он отметил, что исполнительница несколько раз критически высказывалась по поводу вторжения на Украину в своих социальных сетях, и поддержала певицу Аллу Пугачёву, сделав репост её обращения, в котором та называла критикующих её отъезд людей рабами.

## Творчество

### Дискография
| №   | Название                                             | Длительность |
| --- | ---------------------------------------------------- | ------------ |
| 1.  | «Лей лей»                                            |              |
| 2.  | «Золотые косы»                                       |              |
| 3.  | «Василёк»                                            |              |
| 4.  | «Волшебный сон»                                      |              |
| 5.  | «Я останусь с тобой»                                 |              |
| 6.  | «Душа (сл. Игорь Аветисьянц и муз. Дмитрий Маликов)» |              |
| 7.  | «Посмотри в глаза (слова и музыка Андрей Зуев)»      |              |
| 8.  | «Скажи мне „До свидания“»                            |              |
| 9.  | «Магадан»                                            |              |
| 10. | «Нежность»                                           |              |
| 11. | «Посмотри в глаза (ремикс)»                          |              |

| №   | Название                     | Длительность |
| --- | ---------------------------- | ------------ |
| 1.  | «Dancing generation»         |              |
| 2.  | «Но только не говори мне...» |              |
| 3.  | «Здравствуй, грусть»         |              |
| 4.  | «Пусть будет»                |              |
| 5.  | «Аквалангисты любви»         |              |
| 6.  | «Плей-бой»                   |              |
| 7.  | «На краю любви»              |              |
| 8.  | «Я тебя больше не люблю»     |              |
| 9.  | «Мотылёк»                    |              |
| 10. | «Лунный кот»                 |              |
| 11. | «Моя звезда»                 |              |

| №   | Название                 | Длительность |
| --- | ------------------------ | ------------ |
| 1.  | «Раба любви»             |              |
| 2.  | «Шила я платье»          |              |
| 3.  | «Блюз одиноких сердец»   |              |
| 4.  | «Новый год»              |              |
| 5.  | «Я не вернусь»           |              |
| 6.  | «В долине грёз»          |              |
| 7.  | «Банкет»                 |              |
| 8.  | «Первый снег»            |              |
| 9.  | «Лунный кот»             |              |
| 10. | «Раба любви (караоке)»   |              |
| 12. | «Я не вернусь (караоке)» |              |

| №   | Название                                 | Длительность |
| --- | ---------------------------------------- | ------------ |
| 1.  | «Что хочешь, то и думай»                 |              |
| 2.  | «Слова, что ты мне скажешь»              |              |
| 3.  | «Ты моя печаль, ты моя любовь»           |              |
| 4.  | «По Тверской и Неглинной»                |              |
| 5.  | «Только ты и я»                          |              |
| 6.  | «Ты все вспомнишь»                       |              |
| 7.  | «Дум, дум»                               |              |
| 8.  | «Веры звезда»                            |              |
| 9.  | «Какая странная судьба»                  |              |
| 10. | «В ожидании любви»                       |              |
| 11. | «Слова, что ты мне скажешь (караоке)»    |              |
| 12. | «По Тверской и Неглинной (караоке)»      |              |
| 13. | «Ты моя печаль, ты моя любовь (караоке)» |              |
| 14. | «Одинокий дождь (караоке)»               |              |

| №   | Название                                | Длительность |
| --- | --------------------------------------- | ------------ |
| 1.  | «Была не была»                          |              |
| 2.  | «Амур»                                  |              |
| 3.  | «Пчёлы (музыка Александр Лунёв)»        |              |
| 4.  | «Танцуй со мной»                        |              |
| 5.  | «Глупые мечты (музыка Александр Лунёв)» |              |
| 6.  | «Письмо»                                |              |
| 7.  | «Целуй меня»                            |              |
| 8.  | «Верю, верю»                            |              |
| 9.  | «Дождевая вода»                         |              |
| 10. | «Земляника»                             |              |
| 11. | «Сон»                                   |              |
| 12. | «Просто так»                            |              |

| №   | Название                      | Текст песни                    | Музыка              | Длительность |
| --- | ----------------------------- | ------------------------------ | ------------------- | ------------ |
| 1.  | «Половинки»                   | Вячеслав Ванин                 | Вячеслав Ванин      | 3:12         |
| 2.  | «Три дня до сентября»         | Николай Крупатин               | Николай Крупатин    | 4:07         |
| 3.  | «Мальчики»                    | Николай Крупатин               | Николай Крупатин    | 4:25         |
| 4.  | «Белым снегом»                | Владимир Баранов               | Александр Шкуратов  | 3:36         |
| 5.  | «Прохладно, ладно»            | Зиновий Попроцкий              | Сергей Сорокин      | 3:40         |
| 6.  | «Молоко»                      | Павел Жагун                    | Александр Шкуратов  | 3:52         |
| 7.  | «Рэй, Рэй»                    | Зиновий Попроцкий              | Сергей Сорокин      | 3:43         |
| 8.  | «Снежинка»                    | Александр Шкуратов             | Александр Шкуратов  | 3:28         |
| 9.  | «Мой любимый»                 | Павел Жагун                    | Олег Гуртовой       | 4:19         |
| 10. | «Я жду звонка»                | Зиновий Попроцкий              | Сергей Сорокин      | 5:51         |
| 11. | «Друзья»                      | Ольга Шамис                    | Александр Иванов    | 3:11         |
| 12. | «Моя любовь»                  | Михаил Туктаров                | Михаил Туктаров     | 4:55         |
| 13. | «Грусть»                      | Юрий Багдонас                  | Юрий Багдонас       | 3:49         |
| 14. | «Лепестки»                    | Зиновий Попроцкий              | Сергей Сорокин      | 3:23         |
| 15. | «Глаза цвета виски»           | Александр Лукьянов             | Александр Лукьянов  | 3:07         |
| 16. | «Пламя страсти»               | Наталья Чубарова               | Владимир Захаров    | 3:18         |
| 17. | «Ты говоришь мне о любви»     | Игорь Шаферан, Леонид Дербенёв | Эдуард Колмановский | 3:04         |
| 18. | «Глаза цвета виски (караоке)» |                                |                     | 3:07         |
| 19. | «Половинки (караоке)»         |                                |                     | 3:10         |

| №  | Название                    | Текст песни                                         | Длительность |
| -- | --------------------------- | --------------------------------------------------- | ------------ |
| 1. | «Mamá Loca»                 | Наталья Ветлицкая, Мария Максимова, Андрей Мисаилов | 3:33         |
| 2. | «Marciano»                  | Наталья Ветлицкая, Мария Максимова, Андрей Мисаилов | 3:19         |
| 3. | «From heaven»               | Наталья Ветлицкая, Мария Максимова, Андрей Мисаилов | 3:13         |
| 4. | «Le vin de musique»         | Наталья Ветлицкая, Мария Максимова, Андрей Мисаилов | 3:41         |
| 5. | «To a dark side of the sun» | Наталья Ветлицкая, Мария Максимова, Андрей Мисаилов | 3:38         |
| 6. | «I don't wanna T-Z»         | Наталья Ветлицкая, Мария Максимова, Андрей Мисаилов | 3:18         |

### Фильмография
Вокал
- 1984 — «Мэри Поппинс, до свидания» — бэк-вокал в песне «Непогода» (музыка Максима Дунаевского, слова Наума Олева, исполняет Павел Смеян) (в титрах не указана)
- 1985 — «Поезд вне расписания» — песня «Вдвоём» (дуэт с Павлом Смеяном)

Актёрские работы
- 1986 — «Выше Радуги» — эпизод с кошкой
- 1996 — «Старые песни о главном 2» — учительница литературы
- 1997 — «Новейшие приключения Буратино» — лиса Алиса («Спи, Карабас» и «Тадж-Махал» в дуэте с Сергеем Мазаевым)
- 2003 — «Криминальное танго» — клиентка гадалки
- 2003 — «Снежная королева» — Принцесса («Фонари» дуэтом с Вадимом Азархом)

### Видеография
- 1984 — «Непогода» (дуэт с Павлом Смеяном из фильма «Мэри Поппинс, до свидания»)
- 1985 — «Ci Sarà» (дуэт с Павлом Смеяном, кавер песни Al Bano & Romina Power)
- 1987 — «Карина» (клип Сергея Минаева)
- 1995 — «Ливень» (дуэт с Павлом Смеяном)
- 1986 — «Картина любви» (дуэт с Павлом Смеяном)
- 1988 — «Попурри: Я не хочу/Эта ночь/Музыка нас связала»
- 1991 — «Посмотри в глаза»
- 1992 — «Волшебный сон»
- 1992 — «Душа»
- 1994 — «Playboy»
- 1996 — «Какая странная судьба» (дуэт с Дмитрием Маликовым)
- 1998 — «Что хочешь, то и думай»
- 1999 — «Глупые мечты»
- 1999 — «Была, не была»
- 2001 — «Мальчики»
- 2004 — «Изучай меня»
- 2004 — «Лепестки»
- 2004 — «Половинки»
- 2004 — «Прохладно-ладно»
- 2004 — «Птичка»
- 2004 — «Снежинка»
- 2004 — «Три дня до сентября»
- 2004 — «Я жду звонка»
- 2003 — «Глаза цвета виски»
- 2009 — «Всё не так просто»

### Песни
- «Реки» («Ногу свело!», альбом «Счастлива, потому что беременна: Зелёный альбом»)[54].
- «Лови кураж» («Мистер Малой», альбом «Лови кураж»).